# Bezirk Le Locle
Der District du Locle war bis am 31. Dezember 2017 ein Bezirk des Kantons Neuenburg in der Schweiz. Seit 1. Januar 2018 bildet er zusammen mit dem ehemaligen Bezirk La Chaux-de-Fonds die Region Montagnes.
Zum Bezirk gehörten folgende Gemeinden (Stand: 1. Januar 2016):
| Wappen               | Name der Gemeinde    | Einwohner (31. Dezember 2017) | Fläche in km² | Einw. pro km² |
| -------------------- | -------------------- | ----------------------------- | ------------- | ------------- |
| Brot-Plamboz         | Brot-Plamboz         | 263                           | 16,09         | 16            |
| La Brévine           | La Brévine           | 627                           | 41,81         | 15            |
| La Chaux-du-Milieu   | La Chaux-du-Milieu   | 495                           | 17,31         | 29            |
| Le Cerneux-Péquignot | Le Cerneux-Péquignot | 317                           | 15,70         | 20            |
| Le Locle             | Le Locle             | 10'389                        | 23,13         | 449           |
| Les Brenets          | Les Brenets          | 1048                          | 11,53         | 91            |
| Les Ponts-de-Martel  | Les Ponts-de-Martel  | 1275                          | 18,17         | 70            |
| Total (7)            | Total (7)            | 14'414                        | 143,74        | 100           |

## Veränderungen im Gemeindebestand

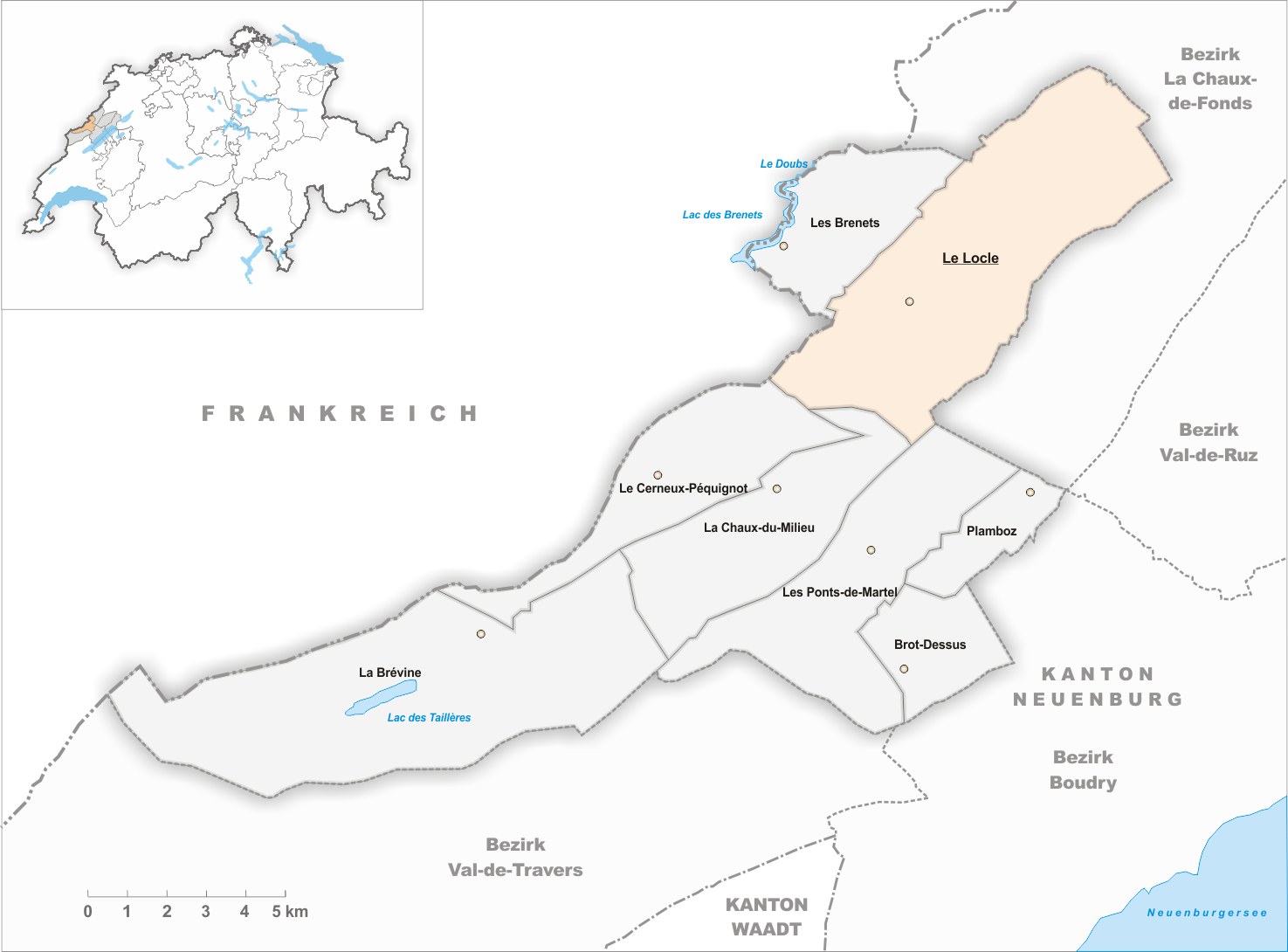
Gemeinden bis 1850
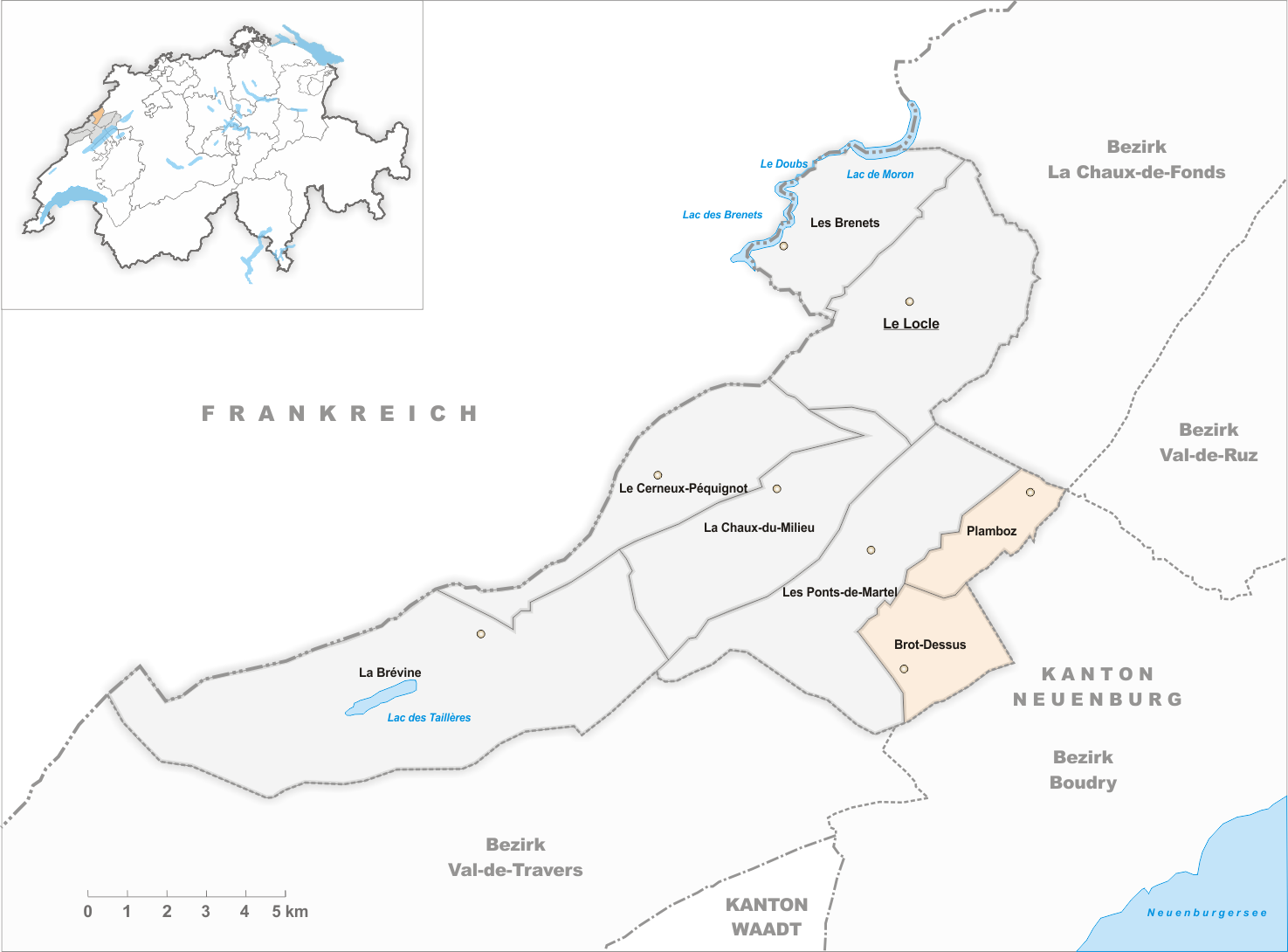
Gemeinden bis 1874
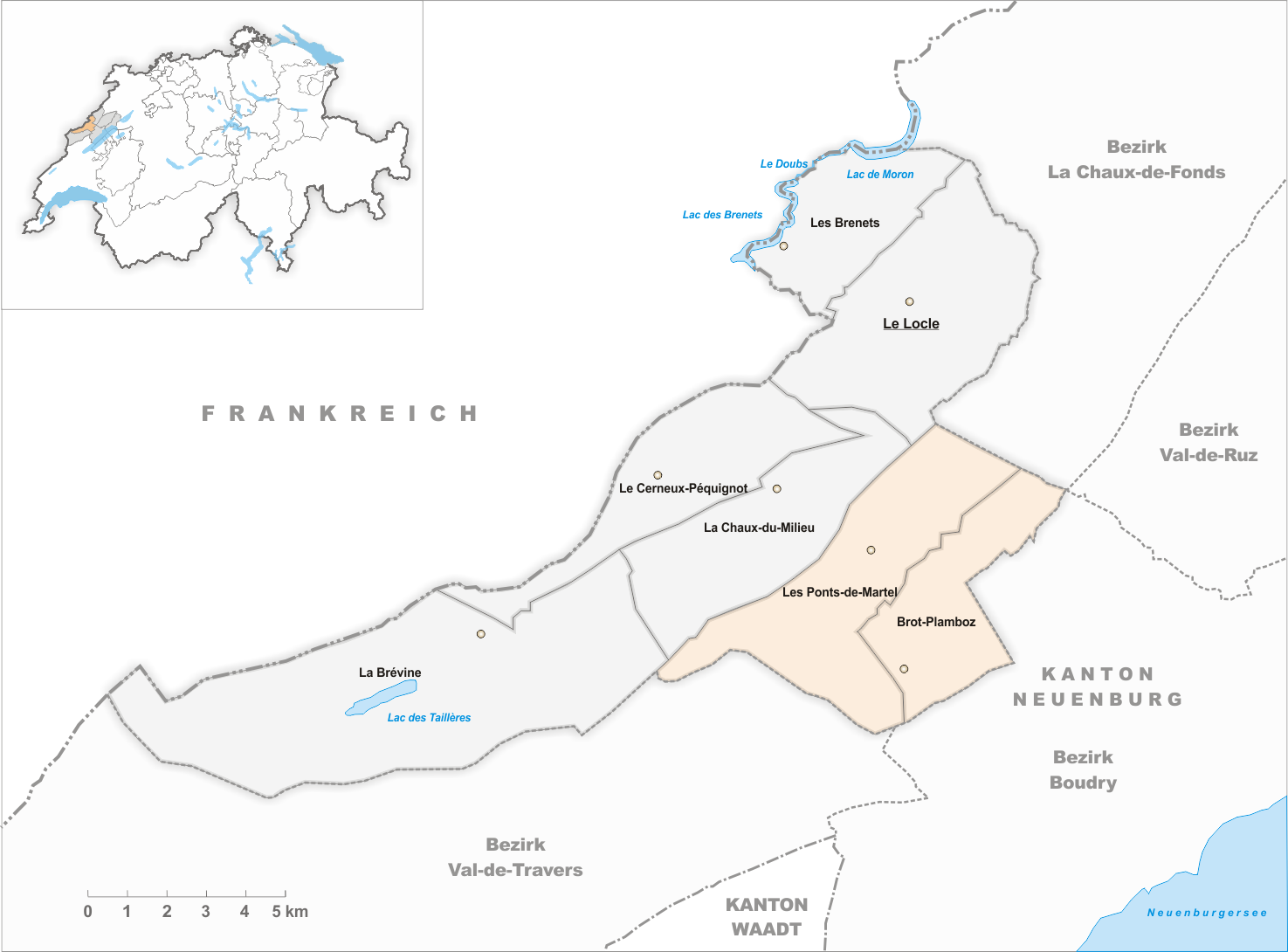
Gemeinden bis 1921

- 1851: Abspaltung von Le Locle und Bezirkswechsel vom Bezirk Le Locle →  Les Eplatures zum Bezirk La Chaux-de-Fonds
- 1875: Fusion Brot-Dessus und Plamboz  →  Brot-Plamboz
- 1922: Der Weiler Le Joratel und einige umliegende Höfe wechseln von Les Ponts-de-Martel → Brot-Plamboz